# Независимые участники на Универсиадах
Независимые участники (англ. Independent Participants, специальный код МОК: PIP) принимали участие в Универсиадах единственный раз — только в летней Универсиаде 1993 года в Буффало. В составе спортивной делегации под этим названием выступали спортсмены из регионов постепенно разделявшейся на отдельные страны Югославии; в результате запрета Международного олимпийского комитета бывшим югославским спортсменам нельзя было выступать как «сборная Югославии», а сборные отдельных стран ещё не были сформированы.
Спортсмены этой спортивной делегации завоевали в сумме 2 медали, из них ни одной золотой.

## Медальный зачёт

### Медали на летних Универсиадах
| Универсиады  | Золото | Серебро | Бронза | Всего | Место |
| ------------ | ------ | ------- | ------ | ----- | ----- |
| 1993 Буффало | 0      | 2       | 0      | 2     | 30    |
| Всего        | 0      | 2       | 0      | 2     |       |